# Adblock Plus
Az Adblock egy böngészőkiegészítő a Firefox, Google Chrome, Internet Explorer és Opera webböngészőkhöz. Lehetővé teszi, hogy egyéni vagy mások által összeállított szűrők alapján eltávolítsuk a reklámokat az egyes weboldalakról. A reklámelemek egyetlen kattintással a tiltólistára tehetők: ezeket a következőkben nem jeleníti már meg a böngésző. A szűrő beállításai teljes oldalak blokkolását is lehetővé teszik.
Mások által továbbfejlesztett változata az AdBlock Plus, amely az egyik legnépszerűbb böngészőkiegészítés, több mint 21 millióan használják naponta.
Az új AdBlock Plus nem az AdBlock frissítése, hanem egy külön szoftver külön fejlesztőkkel, mivel az AdBlock fejlesztése leállt.

## Története
Amikor a Mozilla Firefox még csak teszt verzióban létezett, és még nem volt hivatalos kiadása, akkor született meg az eredeti AdBlock. A legtöbb alapvető ma is létező funkciót már megjelenésekor ellátta. Szűrte a bannereket, képeket, a reklámokat generáló, auditáló, statisztikát készítő szkripteket, meggátolta azok letöltődését.
Sokáig nagyon jól ellátta a feladatát, viszont igény merült fel újabb funkciók beépítésére. Ilyen például a whitelist (fehérlista) is, mely azokat a kifejezéseket tartalmazza, amelyeket nem szeretnénk szűrni az Adblockkal. Erre akkor lehet szükség, ha valamelyik szabály olyan tartalmat távolít el az adott honlapról, amit igazából szeretnénk mégis megjeleníteni, engedélyezni.
Sokáig úgy tűnt, hogy ez is bele fog kerülni az eredeti kiegészítésbe, viszont az idő múlásával egyre kétségesebbé vált. Rövid idő múlva a fejlesztést a közösség vette a kezébe és elkezdték tovább finomítani a plugint, beleépítették az új funkciókat, többek között a whitelist-et is.
Az Adblock Plus 0.5-t Michael McDonald készítette, és a következő szolgáltatásokat tartalmazta:
- Fehérlista
- Háttérképek blokkolásának támogatása
- Feliratkozás szűrőkre fix címmel, automatikus frissítéssel
- HTML-elemek elrejtésének lehetősége, melynek segítségével többféle képet tud blokkolni
- Reklámok elrejtésének lehetősége, melyet oldalanként be lehet állítani
- Memória szivárgásának javítása

McDonald nem folytatta tovább a fejlesztést, hanem továbbadta a feladatot Wladimir Palantnak, aki kiadta az Adblock Plus 0.6 verziót, melynek kódját 2006-ban újraírta.
2013 júliusában a Google jelentős összeget fizetett a fejlesztő cégnek, amivel felkerült az Eyeo fehér listájára. A felhasználónak lehetősége van letiltani ezeket a hirdetéseket is, ha a „Néhány nem tolakodó hirdetés engedélyezése” sor pipáját megvonja. Till Faida, a cég társalapítója szerint csak így tudják finanszírozni az ingyenes fejlesztést. A 2013 végén kiadott közlemény szerint a 2011-es megalakulástól számítva összesen 777 hirdető nyújtott be kérvényt, és 9,5%-ukat helyezték fehérlistára. Az elfogadott kérvények 90%-a díjmentesen került a listára, míg a maradék 10%-ból befolyt pénzt fejlesztésre, a listák frissítésére és a fehérlistára került hirdetők ellenőrzésére fordítja a német cég.
A 2014-es adatok szerint a programot több mint 144 millióan használják, ami elenyésző szám az összes internetezőhöz képest. A vezető internetes portálok mégis figyelik, hogy a látogatók milyen arányban használják a programot, jogi és technikai eszközökkel küzdenek nem csak a program készítői, de esetenként a felhasználói ellen is. 2015-ben a Google egyik szolgáltatása, a YouTube bejelentette, hogy megpróbálja kikerülni az Adblockot.

## Működése
Az AdBlock működése valójában nagyon egyszerű. A kiegészítő egy szűrő listát elemezve dönti el, hogy az oldal mely részeit ne engedje letöltődni vagy megjelenni. Talán különlegességnek számít, hogy a szűrőkifejezések lehetnek reguláris kifejezések is, melyek sokkal összetettebb és egyben hatékonyabb szűrést tesznek lehetővé.

### Szűrések
Néhány példa a szűrők működésére és alkalmazására.
A Wikipédián látható adakozásra felszólító bannert távolítja el:
```
wikipedia.org#DIV(id=siteNotice)
```

Ha felvesszük a „banner” szót ebbe a listába, akkor az összes olyan kép, honlapba ágyazott szkript vagy flash animáció letöltődését meggátolja, aminek elérési útjában szerepel ez a kifejezés.:
```
 */banners/*
```

Weboldal hozzáadása a fehérlistához:
```
 
@@http://www.wikipedia.com/
```

A Yahoo!-n található reklámokat szűri:
```
/yimg\.com(.*/adv/|/a[^u])(?!vision)/
```

Az AdBlock Plus lehetőséget ad arra, hogy egy előre meghatározott helyről automatikusan telepítsünk, frissítsünk szűrőlistát. Az automatikus mellett természetesen lehetőség van manuális, kézi importálásra is.

## Díjak
- PC World 2007. száz legjobb terméke (100 best products of 2007)

## Kritika
Néhány weboldal üzemeltetője – főként azok, akiknek oldalán fontosak az internetes reklámok – reklamált az AdBlock ellen, miszerint ez bevételkiesést jelent. Emiatt néhányan ezt egyszerűen lopásnak nevezték. A vita mozgatórugója az volt, hogy a reklámok árából tudják a weboldal fejlesztői fenntartani oldalukat, fizetni a tárhelyért, sávszélességért, ezáltal is biztosítva, hogy az oldal tartalma ingyenes legyen és az is maradhasson. Néhány weboldal konkrét lépéseket tett a reklámokat szűrő szoftverek ellen: ha a weboldal érzékel ilyen programot, akkor tájékoztatja a felhasználót, hogy az adott weboldal készítője mit gondol ezekről a szoftverekről, vagy egyenesen megakadályozza az oldal megtekintését vagy használatát/hozzáférését, amíg a felhasználó le nem tiltja a reklámot szűrő szoftvert.
Számos érv van az ilyen jellegű szoftverek használatának helyessége mellett és ellen egyaránt. Wladimir Palant, az AdBlock egyik fejlesztője blogjában reagált ezekre a vitákra. Szerinte bizonyos statikus reklámok néha megengedhetőek, ha csak egy szkriptet tartalmaznak, vagy ha szövegesek.